# 塞尔维亚第63伞兵作战部队
塞尔维亚第63伞兵作战部队是塞尔维亚武装力量的精锐，为塞尔维亚特种部队的一部分，以勇气和爱国著称，主要从事在敌方后方的特种侦察和破坏活动。它的历史最早可以追溯至第二次世界大战期间，先后隶属南斯拉夫人民解放军和南斯拉夫空军。南斯拉夫解体后，它被缩减成了一个营。2019年，它又被扩编成了一个旅。现今，塞尔维亚第63伞兵作战部队属于陆军，并与塞尔维亚第72特种作战部队共同组成了塞尔维亚特种部队。